# Ozarba limbata
Ozarba limbata is een vlinder van de familie van de uilen (Noctuidae). De wetenschappelijke naam van deze soort is voor het eerst voorgesteld als Raparna limbata door Arthur Gardiner Butler in een publicatie uit 1898.
De soort komt voor in Eritrea, Ethiopië, Somalië, Kenia, Tanzania, Namibië, Zuid-Afrika, Oman en Jemen.